# National Ballet of Canada
Il National Ballet of Canada è la più grande compagnia di danza del Canada. Fu fondata da Celia Franca e Julia Bondy nel 1951 e ha sede a Toronto, nell'Ontario. Basata su un gruppo coeso di ballerini canadesi formati nella tradizione e nello stile del Royal Ballet d'Inghilterra, The National è considerata la principale compagnia di balletto classico in Canada.

## Creazione del National Ballet of Canada
Nel 1951 le due principali compagnie di balletto in Canada erano il Royal Winnipeg Ballet diretto da Gweneth Lloyd e il Volkoff Canadian Ballet fondato da Boris Volkoff e con sede a Toronto. Sebbene entrambe queste compagnie fossero ben conosciute, erano tendenziose nella scelta dei ballerini e spesso tenevano audizioni nelle loro città fondatrici. Con il desiderio di creare una compagnia di balletto canadese imparziale e ispirata al Sadler's Wells Royal Ballet, un gruppo di appassionati di balletto si propose di creare il National Ballet of Canada. Sia Lloyd che Volkoff erano interessati a diventare il primo direttore artistico della compagnia, ma gli organizzatori erano concordi nell'affermare che l'unico modo per creare una compagnia di balletto veramente imparziale era quello di assumere un'estranea, di nome Celia Franca, come direttore artistico.
Celia Franca era stata in Canada due volte nella sua vita e non avrebbe avuto gli stessi pregiudizi che un canadese poteva avere nel selezionare i ballerini per la compagnia. Inoltre aveva molte collegamenti all'interno della comunità di danza, quindi sarebbe stata in grado di espandere l'influenza della compagnia sulla scena internazionale. Tuttavia non era interessata a dirigere questa nuova compagnia. Aveva rifiutato inviti simili in Australia e Sudafrica e le piaceva vivere nel Regno Unito. Ma quando arrivò in Canada nel 1951, fu pregata dai fondatori di accettare l'incarico. Franca accettò il lavoro e divenne il primo direttore artistico, mentre Volkoff sarebbe stato il Coreografo residente e Lloyd consulente artistico e coreografo. Il direttore d'orchestra George Crum avrebbe assunto il ruolo di direttore d'orchestra e direttore musicale.
Nell'agosto del 1951 quella che era all'epoca la National Ballet Guild of Canada lanciò il suo primo giro di audizioni attraverso il paese. Alla fine del mese, il balletto aveva scelto 29 ballerini per la troupe e stava facendo le prove per la loro prima esibizione nella St. Lawrence Hall. Fu durante queste prove che furono assunte importanti decisioni per il futuro della compagnia di balletto. Ad esempio Franca scelse di esibirsi in balletti classici, ritenendo che ciò avrebbe permesso ai ballerini di essere giudicati correttamente dalla comunità internazionale di danza.
La prima esibizione del National Ballet Guild of Canada fu nell'Auditorium di Eaton il 12 novembre 1951. Il programma comprendeva Les Sylphides e le Danze polovesiane dal Il principe Igor'.

## Evoluzione
Nel 1964 il National Ballet adottò il Centro O'Keefe da 3200 posti (ora noto come il Sony Center for the Performing Arts) a Toronto come sede principale. La compagnia si trasferì nel 2006 in nuove strutture presso il Four Seasons Center for the Performing Arts.
Nel 1976 Alexander Grant, ex ballerino principale nel Royal Ballet di Londra e direttore artistico di Ballet for All, divenne il direttore artistico del The National. Sotto la sua guida The National Ballet aggiunse molte opere di Frederick Ashton al suo repertorio. Il National è stato storicamente considerato da molti molto simile nelle esercitazioni, nella tecnica e nello stile al Royal Ballet di Londra.
Il National Ballet of Canada è stata la prima compagnia canadese ad esibirsi alla Royal Opera House del Covent Garden a Londra nel 1979.
Nel 1989 Reid Anderson divenne il direttore artistico. Sostenne la compagnia nonostante una difficile recessione economica, coreografando balletti tradizionali e dando anche commissioni a coreografi canadesi ed internazionali per la creazione di lavori contemporanei. Nel 1995 lasciò la compagnia adducendo una sua frustrazione per i continui tagli dei finanziamenti da parte del governo.
Nel 2011, la compagnia presentò in anteprima una nuova versione di Romeo e Giulietta di Prokof'ev con la coreografia di Aleksej Ratmanskij.

## La National Ballet School of Canada
La National Ballet School venne fondata nel 1959 da Celia Franca e Julia Bondy e venne guidata per molti anni dalla cofondatrice Betty Oliphant. Lo scopo principale della scuola era la formazione di ballerini per il National Ballet of Canada e anche per delle compagnie in Canada e in giro per il mondo. Tra gli studenti celebri della scuola si citano Frank Augustyn, Neve Campbell, Anne Ditchburn, Rex Harrington, Karen Kain (oggi il direttore artistico della compagnia), James Kudelka (former Artistic Director of the Company), Veronica Tennant, Martine Lamy, John Alleyne, Emmanuel Sandhu e Mavis Staines (direttore artistico e Co-AD della scuola).

## Plauso internazionale
Rudol'f Nureev danzò con la compagnia nel 1965 e tornò nel 1972 per mettere in scena la sua versione di La bella addormentata. Al suo lavoro è dato merito di aver elevato gli standard della compagnia. Ebbe il merito di aver portato la compagnia al Metropolitan Opera House del Lincoln Center a New York dove mise in luce la compagnia. Il Balletto incontrò recensioni entusiastiche e questo fu fondamentale per ricevere un riconoscimento a livello internazionale. Fu in quel momento che le carriere di Karen Kain e Frank Augustyn, due membri della NBC, decollarono. Kain e Augustyn ricevettero il premio per il miglior pas de deux alla gara internazionale di balletto di Mosca nel 1973. L'anno seguente, nel 1974, mentre era in tournée in Canada, Michail Baryšnikov disertò e chiese asilo politico a Toronto entrando nel Royal Winnipeg Ballet. La sua prima esibizione televisiva dopo essere uscito dal ritiro temporaneo in Canada fu con il National Ballet of Canada in una versione di La Sylphide.

## Danzatori

### Danzatori principali
- Guillaume Côté
- Jurgita Dronina
- Naoya Ebe
- Greta Hodgkinson

- Harrison James
- Elena Lobsanova
- Svetlana Lunkina
- McGee Maddox

- Evan McKie
- Heather Ogden
- Sonia Rodriguez

- Piotr Stanczyk
- Jillian Vanstone
- Xiao Nan Yu

### Danzatori di carattere principali
- Lorna Geddes
- Stephanie Hutchison

- Etienne Lavigne
- Alejandra Perez-Gomez

- Jonathan Renna
- Rebekah Rimsay

- Tomas Schramek
- Hazaros Surmeyan

### Danzatori Importanti del National Ballet
- David Adams
- Darren Anderson
- Aleksandar Antonijevic
- Irene Apinee
- Frank Augustyn
- Victoria Bertram
- Anne Ditchburn
- Kimberly Glasco

- Chan Hon Goh
- Jury Gotshalks
- Rex Harrington
- Vanessa Harwood
- Yoko Ichino
- Margaret Illmann
- Mary Jago
- Karen Kain

- Zdenek Konvalina
- Earl Kraul
- Martine Lamy
- Serge Lavoie
- Yseult Lendvai
- David Nixon
- Nadia Potts

- Kevin Pugh
- Jeremy Ransom
- Lois Smith
- Raymond Smith
- Veronica Tennant
- Robert Tewsley
- Martine van Hamel
- Gizella Witkowsky